# Ophiorrhiza nerterifolia
Ophiorrhiza nerterifolia är en måreväxtart som beskrevs av Cornelis Eliza Bertus Bremekamp. Ophiorrhiza nerterifolia ingår i släktet Ophiorrhiza och familjen måreväxter.
Artens utbredningsområde är Sulawesi. Inga underarter finns listade i Catalogue of Life.